# Campeonato Piauiense 2019
In 2019 werd het 79ste Campeonato Piauiense gespeeld voor voetbalclubs uit de Braziliaanse staat Piauí. De competitie werd georganiseerd door de FFP en werd gespeeld van 20 januari tot 13 april. Ríver werd kampioen. 

## Eerste toernooi

### Eerste fase
| Plaats | Club       | Wed. | W | G | V | Saldo | Ptn. |
| ------ | ---------- | ---- | - | - | - | ----- | ---- |
| 1.     | Ríver      | 10   | 5 | 4 | 1 | 12:3  | 19   |
| 2.     | 4 de Julho | 10   | 5 | 3 | 2 | 11:11 | 18   |
| 3.     | Altos      | 10   | 4 | 3 | 3 | 18:13 | 15   |
| 4.     | Parnahyba  | 10   | 3 | 3 | 4 | 6:10  | 12   |
| 5.     | Flamengo   | 10   | 3 | 1 | 6 | 9:15  | 10   |
| 6.     | Piauí      | 10   | 2 | 2 | 6 | 10:14 | 8    |

|  | Geplaatst voor tweede fase |

### Tweede fase
In geval van gelijkspel gaat de club met het beste resultaat in de groepsfase door.
|  | halve finale | halve finale | halve finale | halve finale |  |       | finale | finale | finale | finale |
|  |              |              |              |              |  |       |        |        |        |        |
|  |              |              |              |              |  |       |        |        |        |        |
|  | Parnahyba    | 0            | 0            | 0            |  |       |        |        |        |        |
|  | Ríver        | 1            | 4            | 5            |  |       |        |        |        |        |
|  |              |              |              |              |  | Ríver | 3      | 3      | 6      |        |
|  |              |              |              |              |  | Altos | 2      | 0      | 2      |        |
|  | Altos        | 1            | 2            | 3            |  |       |        |        |        |        |
|  | 4 de Julho   | 1            | 1            | 2            |  |       |        |        |        |        |

Details finale
Heen
|                |                       |       |                                                     |                                                   |
| 10 april 15:45 | Altos                 | 2 – 3 | Ríver                                               | Estádio Felipe Raulino, Altos Toeschouwers: 1.039 |
| 10 april 15:45 | Manoel 7' Ancelmo 39' |       | 59' (pen) Eduardo 54' (own) Ramon Baiano 80' Rhuann | Estádio Felipe Raulino, Altos Toeschouwers: 1.039 |

Terug
|                |                                   |       |       |                                                |
| 13 april 18:30 | Ríver                             | 3 – 0 | Altos | Estádio Albertão, Teresina Toeschouwers: 4.735 |
| 13 april 18:30 | Cris 25' Bismarck 42' Eduardo 57' |       |       | Estádio Albertão, Teresina Toeschouwers: 4.735 |

## Totaalstand
| Plaats | Club       | Wed. | W | G | V | Saldo | Ptn. |
| ------ | ---------- | ---- | - | - | - | ----- | ---- |
| 1.     | Ríver      | 14   | 9 | 4 | 1 | 23:5  | 31   |
| 2.     | Altos      | 14   | 5 | 4 | 5 | 23:21 | 19   |
| 3.     | 4 de Julho | 12   | 5 | 4 | 3 | 13:14 | 19   |
| 4.     | Parnahyba  | 12   | 3 | 3 | 6 | 6:15  | 12   |
| 5.     | Flamengo   | 10   | 3 | 1 | 6 | 9:15  | 10   |
| 6.     | Piauí      | 10   | 2 | 6 | 1 | 10:14 | 8    |

|  | Kampioen, geplaatst voor Copa do Brasil 2020, Copa do Nordeste 2020 en Série D 2020     |
|  | vicekampioen, geplaatst voor Copa do Brasil 2020, Copa do Nordeste 2020 en Série D 2020 |

### Kampioen
| Campeonato Piauiense de 2019 |
| Piaui                        |
| ---------------------------- |
| RÍVER Kampioen (31° titel)   |